# Municipio de Luray
El municipio de Luray (en inglés: Luray Township) es un municipio ubicado en el condado de Russell en el estado estadounidense de Kansas. En el año 2010 tenía una población de 258 habitantes y una densidad poblacional de 1,4 personas por km².

## Geografía
El municipio de Luray se encuentra ubicado en las coordenadas 39°3′13″N 98°38′54″O / 39.05361, -98.64833. Según la Oficina del Censo de los Estados Unidos, el municipio tiene una superficie total de 184.76 km², de la cual 183,46 km² corresponden a tierra firme y (0,71 %) 1,31 km² es agua.

## Demografía
Según el censo de 2010, había 258 personas residiendo en el municipio de Luray. La densidad de población era de 1,4 hab./km². De los 258 habitantes, el municipio de Luray estaba compuesto por el 97,67 % blancos y el 2,33 % eran de una mezcla de razas. Del total de la población el 1,55 % eran hispanos o latinos de cualquier raza.